# ميزان

رمز الميزان يرمز للعدالة.

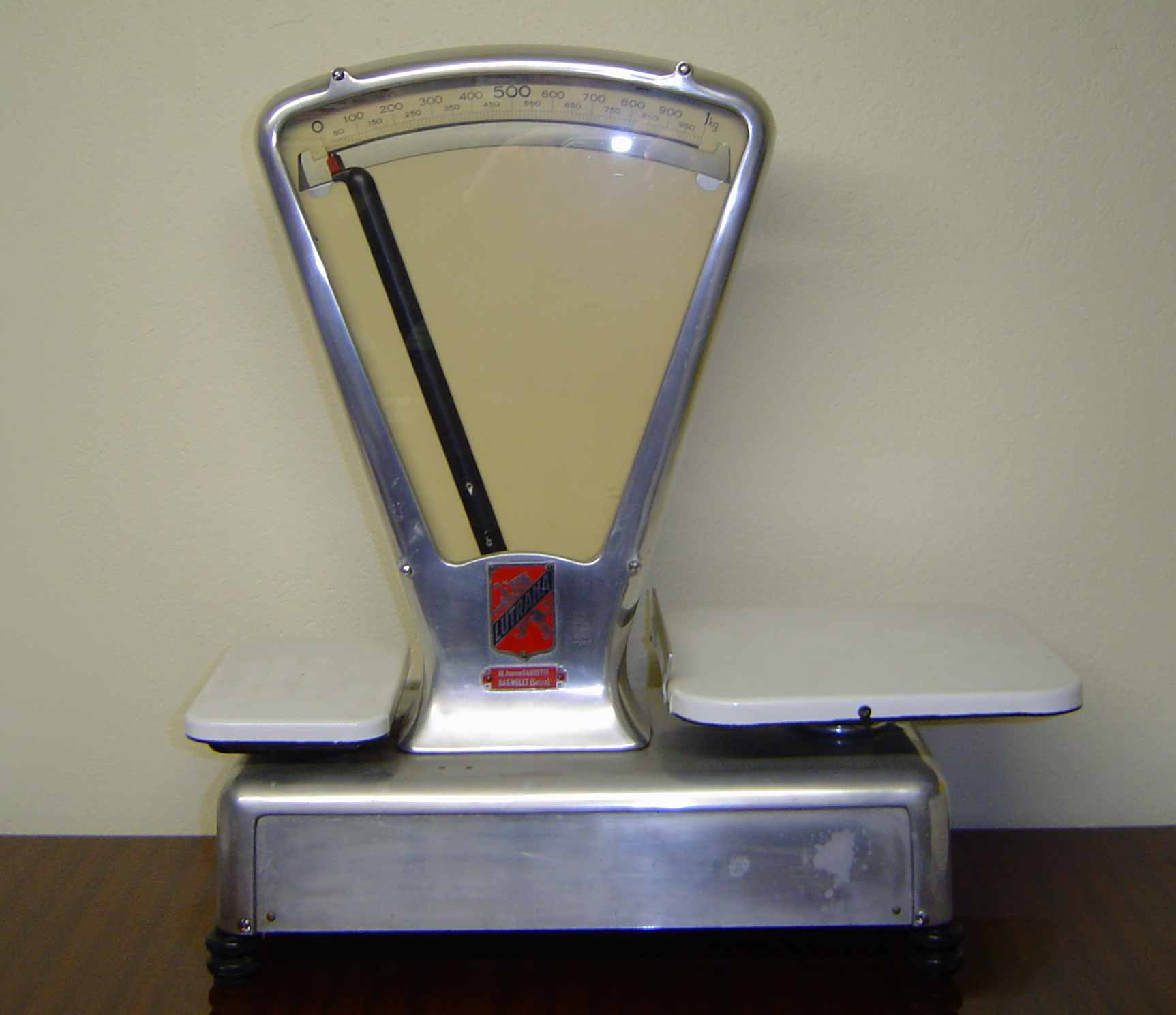
ميزان تجاري.

الميزان (الجمع: مَوَازِين) أو وَزْنَة هي آلة تستعمل لقياس الكتلة، ووزن الشيء أو ثقله، والميزان ما يوزن به شيئان أو أكثر. والتوازن في الميزان هو تساوي الثِّقَل في كلتا كِفَّتَي الميزان، وللأوزان قياسات منوعة حسب البلدان، وتستعمل الموازين في الأعمال التجارية والعملية لتحديد أوزان أثقال تتراوح بين المواد الخفيفة جدًا مثل الأدوية، والمواد الثّقيلة جدًا مثل عربات السكة الحديدية التي يصل وزنها إلى عدّْة أطنان. وهناك ثلاثة أنواع من الموازين، وحسب تطورها التاريخي تأتي أولاً الموازين التقليدية، ثم الموازين الميكانيكية، فالموازين الإلكترونية.

## الكتلة

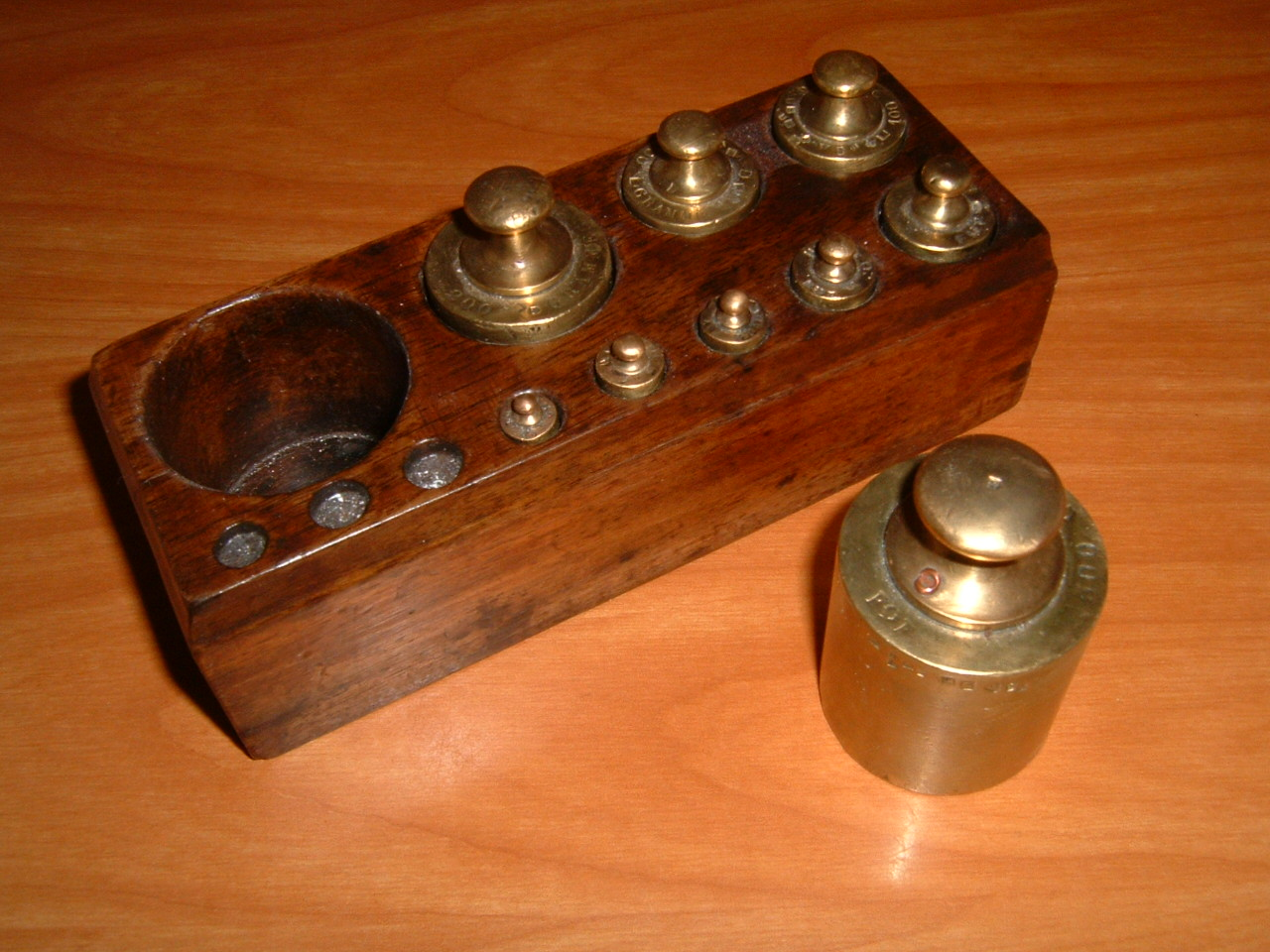
عيارات وكتل معلمة.

كيفية قياس كتل الأجسام بميزان الكفتين

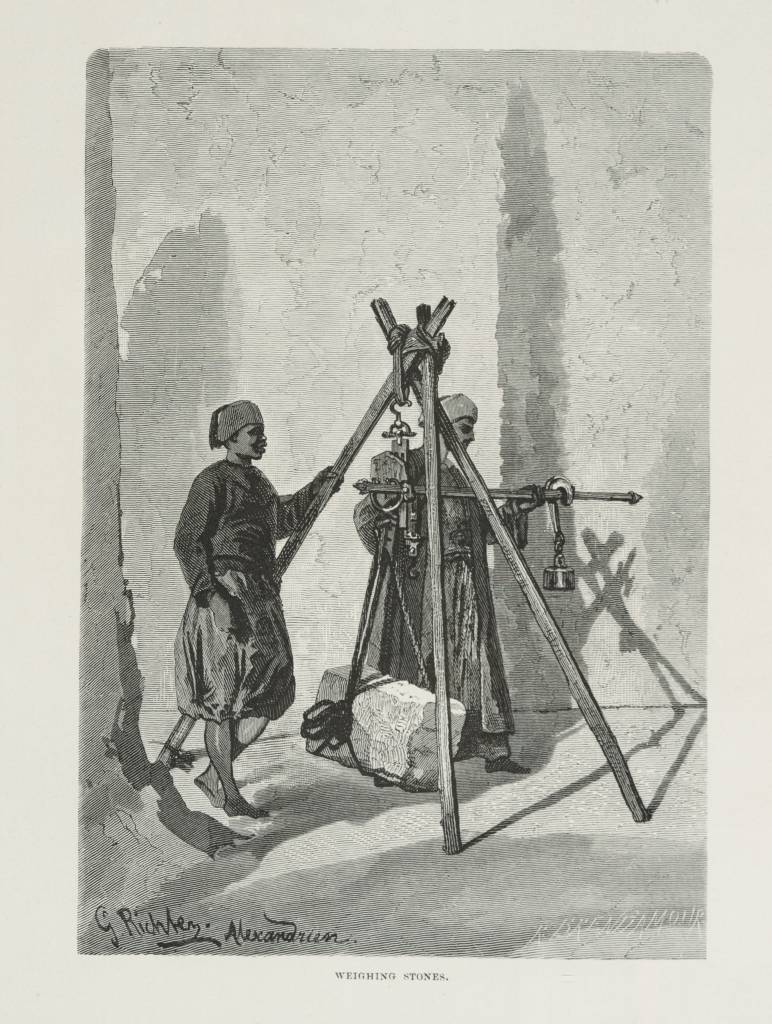
ميزان صخور سنة 1878م.

لقياس كتلة جسم (وزنه) يستعمل الميزان والكتل المعلمة . والكتلة التعبير الفيزيائي السليم لوزن جسم، فهي مقدار ثابت تمثل كمية المادة المكونة للجسم ويرمز لها بالحرف m. (وهي متساولة على جميع الكواكب أما الوزن فهو يختلف بحسب جاذبية الكوكب)، فالكيلوجرام على القمر يزن 1/6 وزنه على الأرض لاختلاف الجاذبية عليهما).
يدعى جهاز قياس الكتلة ميزان، وتدعى أجسام قياس الكتلة العيارات.
كل جسم ينجذب إلى مركز الكرة الأرضية. قوة الجذب تجعل الأجسام تسقط حين نتركها، مقدار قوة الجذب يتعلق فقط بكتلة الجسم والميزان هو جهاز يبين متى تنجذب الكفتان إلى مركز الأرض بنفس المقدار.(عندما تتوازن الكفتين فانهما تنجذبان إلى الأرض بنفس المقدار).
هنالك موازين حساسة لكتل صغيرة 1 غرام
هنالك موازين حساسة لكتل صغيرة جدا 0.1 غرام مثلا
هنالك موازين حساسة لكتل أكبر 1 كيلوغرام مثلا
يجب ملاءمة كمية المادة التي نود قياس كتلتها للميزان الملائم. مثال لا ينفع استخدام الميزان الموجود عند بائع الخضار لقياس كتلة الذهب والعكس.
الوحدة العالمية للكتلة هي الكيلوغرام ويرمز لها ب kg
وحدات قياس الكتلة هي: غرام، كيلوغرام، طن
اتفقوا أن كتلة 1 كيلو غرام هي كتلة 1000 سم3 من الماء المقطر درجة حرارته 4 درجات مئوية
كما أن 1 كيلوغرام من نفس المادة هي نفس الكمية في كل العالم.

## أنواع الموازين

### الموازين التقليدية
وتعتبر أقدم أنواع الموازين وقد استعملت لأول مرة في مصر القديمة عام 2500 ق.م. وهناك نوعان من الموازين التقليدية: الميزان المتساوي الذراعَيْن، والميزان القباني.

#### الميزان ذو الكفتين
يتكون من عصى أفقية وكفّة ميزان معلقة على كل طرف. ويوجد في منتصف العصى قطعة معدنية، أو مادة صلبة لها حافّة مثل نصل السكين تُسمى المرتكز، لتثبيت العصى. ويوضع الثِّقل في إحدى الكفتين، بينما توضع أوزان معروفة في الكفَّة الأخرى حتى تتعادل الكفّتان. ويوضِّح المؤشر تعادل الكفتين. ويستخدم العلماء هذا النوع من الموازين لقياس أوزان مواد خفيفة جدًا,

#### الميزان القباني

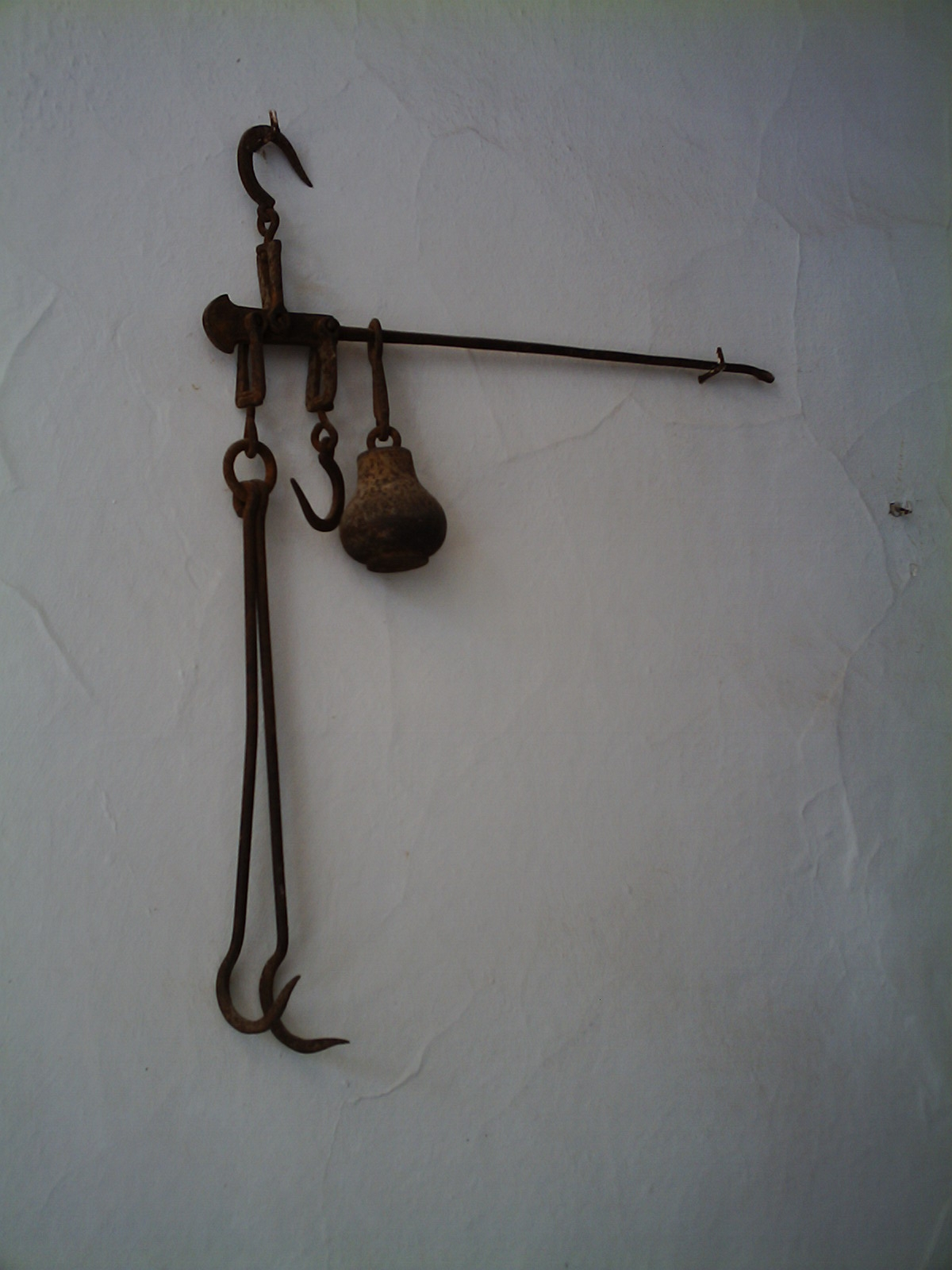
ميزان روماني

طوره الرومان قبل حوالي ألفي عام. ويستخدم هذا النوع من الموازين وزنًا صغيرًا لقياس أوزان أثقال كبيرة. وهناك ذراعان للقضيب الأفقي: ذراع قصيرة، وذراع طويلة. ويوضع الثقل في كفَّة الذِّراع القصيرة.
يحدد وزن الشيء بتحريك ثقل الميزان على الذراع الطويل المقسم، حتى يحدث توازن ويكون الذراع أفقيا تماما، وتعطي قراءة تلك التقسيمات وزن الشيء (أو بمعنى ادق كتلته بالكيلوجرام مثلا).

### الموازين الميكانيكية
كانت بداية تطورها في القرن الثامن عشر الميلادي. وكانت لغالبية الموازين الميكانيكية أذرع تعمل على تخفيض قوة الثقل الكبير إلى قوة أقل، ومُجَهَّزة بمؤشر حساس لقياس الوزن. ويمكن تقسيم الموازين الميكانيكية وفقًا لنوع مؤشر قياس الوزن المستخدم في الميزان. وهناك ثلاثة أنواع من المؤشرات الميكانيكية: الذراع، والزنبرك، والبندول.

#### الميزان ذو الذراع

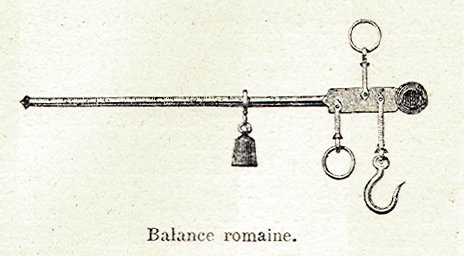
ميزان من أصل روماني

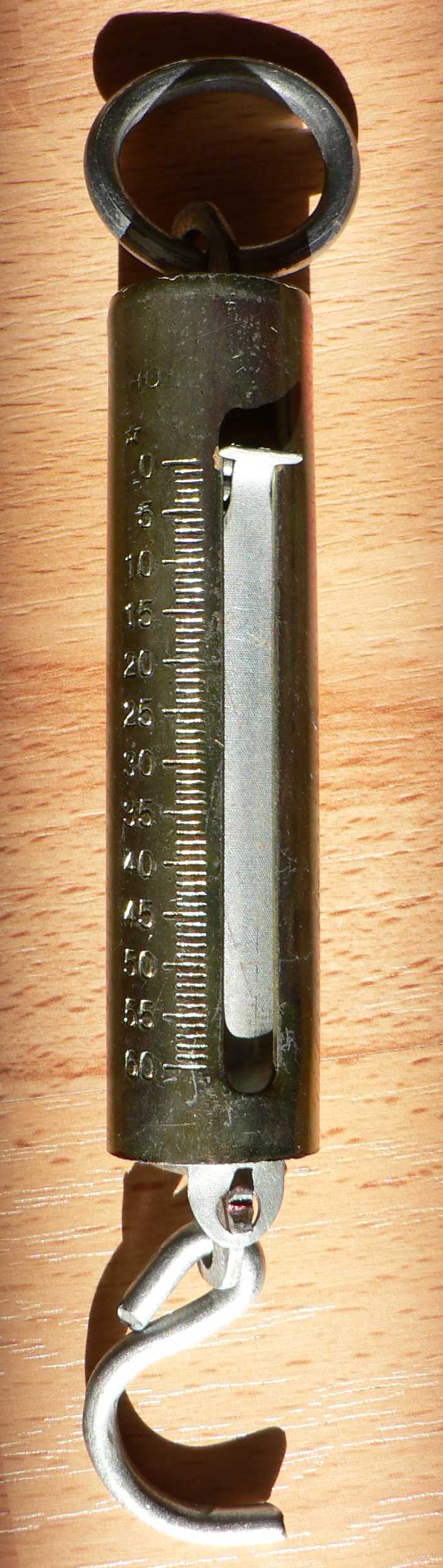
ميزان زنبركي بسيط.

مزود بموازن لبيان وزن الثقل. ويتحرك الموازن على طول الذراع حتى يزن الثقل، وتوجد علامات على الذراع لتحديد الوزن. ويستعمل كثير من الأطباء هذا النوع من الموازين لقياس وزن المرضى.

#### الميزان الزنبركي (ميزان النابض)
يُستعمل في هذا النوع زنبرك (نابض) واحد أو أكثر لقياس وزن الثقل الذي يوضع في كفة أو منصة. ويُحرّك وزن الثقل كل زنبرك (نابض) فيطول أو يضغط كما هو موضح في صورة الميزان الزنبركي البسيط أو ما يدعى في أسواق بلاد الشام قديماً بالربيعة، وبالتالي يتحرك مؤشر قياس الوزن ليحدد الوزن أوتوماتكيًا. وميزان الحمام نوع من الموازين الزنبركية المعروفة. وتعمل بعض الموازين الزنبركية بدون أذرع مثل الموازين المعلقة ويمكن للميزان الزنبركي قياس القوى المنتقلة عبر الميزان في أي اتجاه.

#### الميزان بمؤشر
ذو القرص المدرج يستعمل قرصاً مدرجاً به مؤشر لتحديد الوزن. ويميل المؤشر إلى جهة واحدة ليزن الثِّقل الموضوع على المنصة، وتدور إبرة في المؤشر على القرص المدرج لبيان الوزن. وتستعمل هذه الطريقة في كثير من أنواع الموازين في المجال الصناعي، كما تستعمل محلات الأغذية هذه الموازين لتحديد أوزان اللحوم والمنتجات الأخرى.

### الموازين الإلكترونية

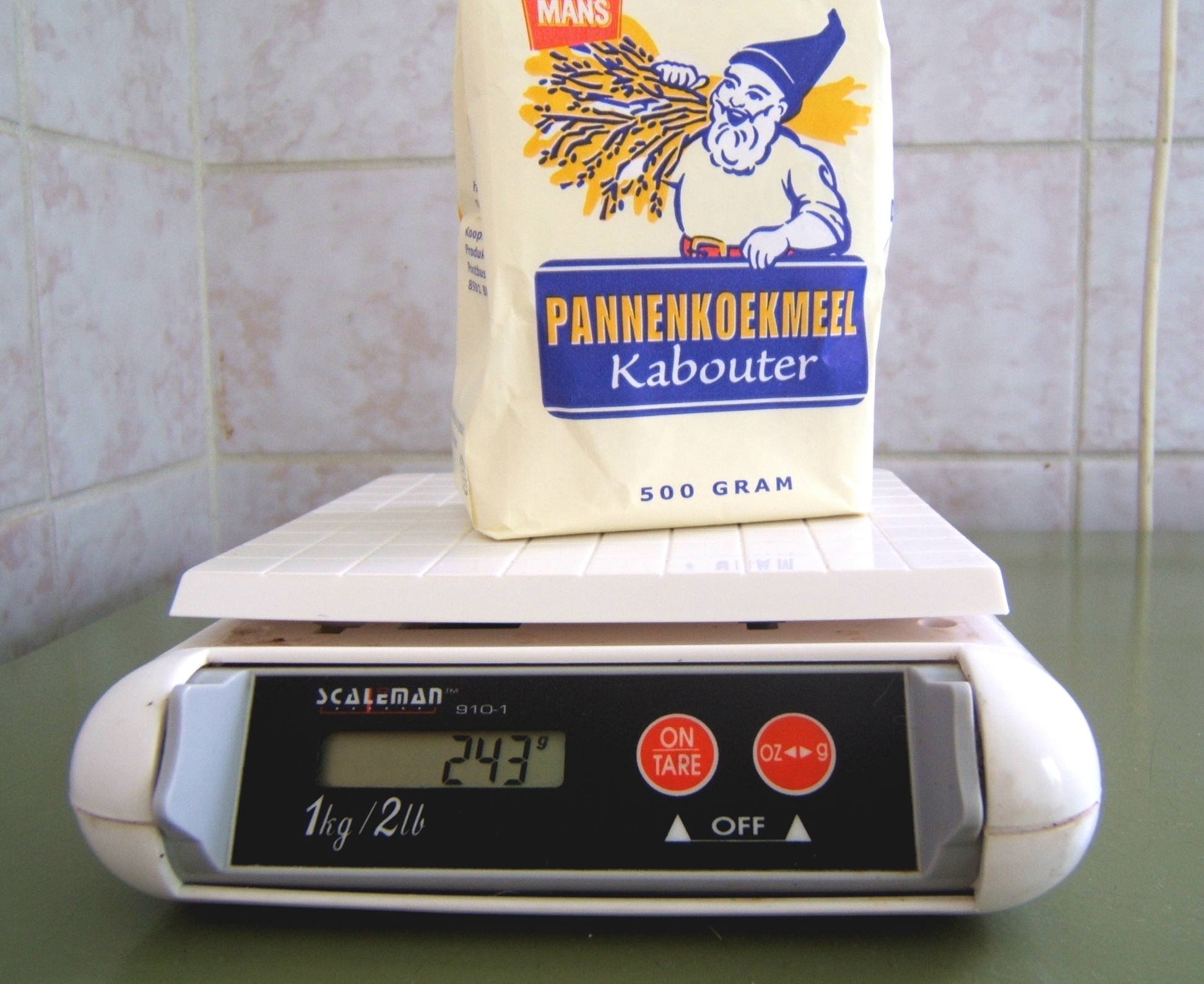
ميزان رقمي حساس

أُدخِلَت تِجاريّاً لأول مرة في الخمسينيات من القرن العشرين، وتستعمل طرقًا متنوعة لقياس وتحديد الوزن. ولمعظم الموازين الإلكترونية جهاز يسمى خلية قياس جهد الثقل. ويقيس هذا الجهاز القوة التي يحدثها ثقل الحمل الموضوع في الميزان. ويقوم الجهاز أيضًا بتحويل مقياس الجهد إلى إشارات إلكترونية، ثم إرسال هذه الإشارات إلى مؤشر الوزن الإلكتروني فيُحوِّل هذه الإشارات ليعطي القراءة الصحيحة للوزن.
ويمكن للموازين الإلكترونية أن تزن الأثقال بصورة أسرع وبأقل تكلفة، وتعطي قراءة أكثر دقة للوزن من الموازين الأخرى. ولهذا النوع معالجات دقيقة (رقائق حاسوبية دقيقة) تُمَكِّن الميزان من أداء مهام أخرى بالإضافة إلى قياس الوزن. وتشمل هذه المهام تحديد عدد المفردات في الثقل، وحساب سعر الثقل، ونقل المعلومات إلى الطابعات والحواسيب مثل الميزان الرقمي.
وهناك أنواع أخرى من الموازين وهي: الميزان المائي والميزان الحراري والميزان الجسري.

### الميزان المائي
الميزان المائي أداة يستعملها النجَّارون والسبَّاكون وعمال البناء الآخرون، لتحديد ما إذا كان سطح جسم ما أفقيًا مستويًا أو غير ذلك. تتألَّف غالبيَّة الموازين من أنبوبة زجاجية مقوسة صغيرة، موضوعة داخل قطعة مستطيلة من الخشب أو المعدن. ويوجد في وسط الأنبوبة علامة تُمثِّل أعلى نقاطها. وتحتوي الأنبوبة على كحول، أو سائل آخر وعلى فقاعة هواء. وعندما يوضع الميزان بطولة على سطح مستوٍ تمامًا تستقر الفقاعة في مركز الأنبوبة. أما إذا كان السطح الذي يُسْتَقصى مائلاً، فإن الفقاعة ترتفع إلى النهاية العليا من الأنبوبة. ولبعض الموازين أنابيب إضافية توضع بزاوية قائمة على طول الميزان. وتساعد هذه الأنابيب العمال على استقصاء عمودية سطح ما.
تشتق أسماء الموازين المائية من استعمالاتها بصورة عامة. فموازين البناء مثلاً، يستعملها البناؤون في جدران المباني المؤلفة من الآجر (الطوب) أو الحجر. وتقيس هذه الموازين حتى طول متر واحد، وهي أطول الموازين. أما ميزان النجَّار، فيشبه ميزان البَنَّاء لكن طوله عامة 60سم. وأمَّا الموازين الخَطِّيَّة التي تُدعى أحيانًا الموازين الخيطِية فتعلق على طول سلك مشدود أو خيط، ويستعملها البناؤون في إرساء الأساسات، وفي تأدية عمل آخر يشمل قياس الأفقية بين أجزاء متباعدة كالجسور. ويبلغ طول الميزان الخطي حوالي 8سم، وهو أقصر الموازين. ويربط ميزان المهندس ويُدعى أيضًا، ميزان المساح، بتلسكوب، وتركب على قاعدة ثلاثية القوائم. ويوفِّر للمهندسين والمساحين خط نظر أفقيًا تمامًا.

### الميزان المئوي
أول من استخدم المقياس المئوي، عالم الفلك السويدي أندرز سيلسيوس في عام 1742م، ثم أُدخلت عليه في وقت لاحق بعض التغييرات والتحسينات. وأطلق المؤتمر التّاسع للموازين والمقاييس في عام 1948م اسم الميزان المئوي على هذا المقياس.
الميزان المئوي هو جزء من نظام القياس المتري. يستخدمه الناس والعلماء في جميع أرجاء العالم لقياس درجة الحرارة.
ووفقًا للميزان المئوي فإن درجة الحرارة صفر هي درجة تجمد الماء، ومائة هي درجة الغليان. ويقَسّم الميزان الي مائة جزء متساوية بين هاتين النقطتين المحددتين. ويسمى هذا الميزان في بعض الأحيان المقياس المئوي المدرج، وذلك لأن الميزان مُقسم إلى مائة جزء. ومن الدرجات المهمة في هذا الميزان الدرجة 37°؛ أي درجة حرارة الجسم والدرجة 20° مئوية؛ أي درجة الحرارة العادية داخل الغرف. وتسبق الدرجات دون التجمد علامات سالبة. قد يكون من الضروري في بعض الأحيان مقارنة الدرجة المئوية بدرجة الفهرنهايت. ولتحويل درجة مئوية إلى فهرنهايتية، يتمّ ضرب الدرجــة المئويــة م في 9/5 ويضاف 32 درجة فهرنهايت:
ف = 9/5 مئوية + 32
ولتحويل درجة فهرنهايتية إلى مئوية يطرح 32 درجة من الفهرنهايت ويضرب الباقي في درجـة
مئوية = 5/9 (ف-32).

### الميزان الجسري

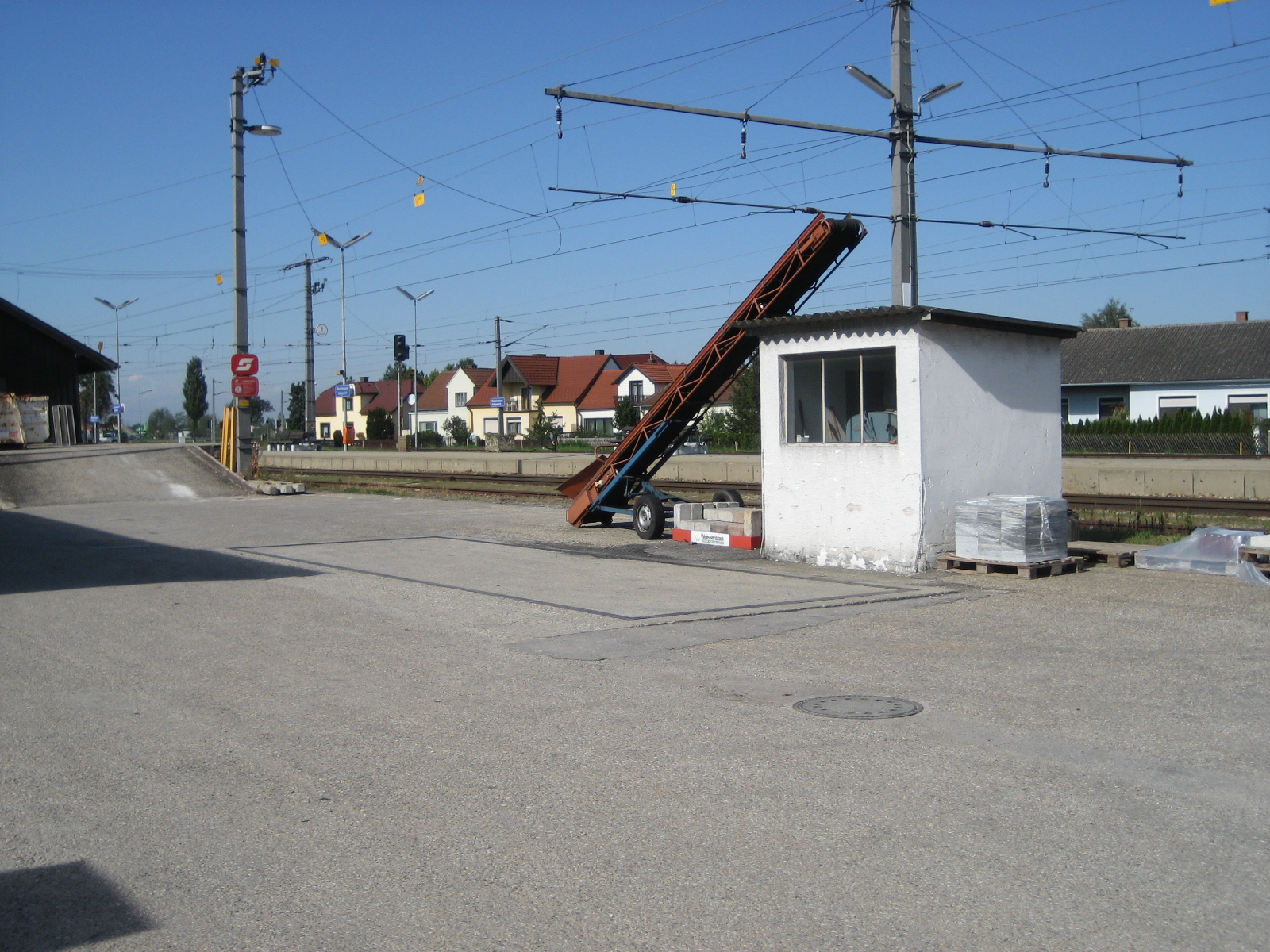
ميزان لقياس وزن وحمولة السيارات والشاحنات. الميزان هو المساحة المحددة أمام المبنى، تقف عليها السيارة فتعين ومنها، وتقرأ القراءة داخل المبنى.

هو ميزان لقياس وزن السيارات وحمولاتها. يتكوّن الميزان من منصة معدنية تكون على الطريق (المساحة المحددة أمام المبنى)، وتَظْهَرُ قراءة الوزن وتُسجل في المكتب خلف الصورة. والصورة الأخرى، هو نوع من الموازين التّجارية التي تستخدم في معامل فحص المنتجات.

## المصدر
- كتاب حقيقة الدينار والدرهم والصاع والمد لأبي العباس أحمد العزفي السبتي

## الروابط الخارجية
- العقد الثمين فيما يتعلق بالموازين هو مخطوطة من القرن 18th عبد الرحمن الجبرتي عن «تصميم وتشغيل» في جداول